# Parassamia sexdentata
Parassamia sexdentata is een hooiwagen uit de familie Assamiidae.